# Luiz Carlos da Costa
Luiz Carlos da Costa (Rio de Janeiro, Brasil, 4 de junho de 1949 - Porto Príncipe, Haiti, 12 de janeiro de 2010) foi um funcionário internacional que trabalhava para as Nações Unidas. Nascido no Brasil, Luiz Carlos da Costa ingressou na ONU em 1969 e ficou com a organização para o resto de sua vida. Sua última função foi como o Vice-Diretor Representante Especial do Secretário-Geral para o Haiti, e segundo no comando da Missão de Estabilização da ONU no Haiti (MINUSTAH). Ele morreu junto com seu superior, o tunisiano Hédi Annabi, no sismo do Haiti de 2010. Em 18 de Janeiro de 2010, o secretário-geral Ban Ki-moon e vários altos funcionários da ONU viajaram de Nova York a Port-au-Prince para ver a devastação em primeira mão. Ban Ki-moon ofereceu um serviço de pequeno memorial com as famílias dos dois diplomatas no aeroporto de Port-au-Prince.
Luiz Costa recebeu seu mestrado em relações internacionais e ciência política da Universidade de Nova York em 1978. Casou-se há mais de vinte anos e tinha duas filhas.
Luiz Costa foi o maior do Brasil no ranking das Nações Unidas. Após a morte de Costa, ele foi descrito pelo Secretário-Geral Ban Ki-moon como "uma lenda de operações de paz da ONU" e "um mentor de gerações de funcionários da ONU ". Devido a sua nacionalidade e de destaque na hierarquia da ONU, Costa havia sido comparado a Sérgio Vieira de Mello, que também foi morto durante uma missão de paz.

## Carreira na Nações Unidas
Luiz Costa ingressou na ONU em 1969. Na sede das Nações Unidas, em Nova York, sua obra inclui trabalhos no Escritório de Gestão de Recursos Humanos e que era então o Departamento de Serviços de Conferências. De 1992 a 2000, foi Chefe de Gestão de Pessoal e Serviço de Suporte de Campo Administração e Logística Division, Department of Peacekeeping Operations (DPKO), também em Nova Iorque.
Costa foi diretor de Missão de Administração Interina das Nações Unidas no Kosovo (United Nations Interim Administration Mission in Kosovo, UNMIK) duas vezes: a partir de julho de 2000 a agosto de 2001 e novembro de 2002 a junho de 2003. Entre essas condições, ele foi Diretor Executivo da Área de Gestão da Mudança no Gabinete do Subsecretário-Geral de Operações de Paz. Depois da UNMIK, Costa foi Diretor da Divisão de Apoio Logístico do Escritório da Missão de Apoio (OMS), mais uma vez no DPKO, em Nova York, 2003-2005.
Seu trabalho final antes do Haiti foi representante especial adjunto para as Operações e Estado de Direito para a Libéria, parte da Missão das Nações Unidas na Libéria (United Nations Mission in Liberia, UNMIL), de setembro de 2005 a novembro de 2006.